# Batillaria mutata
Batillaria mutata is een slakkensoort uit de familie van de Batillariidae. De wetenschappelijke naam van de soort is voor het eerst geldig gepubliceerd in 1902 door Pilsbry & Vanatta.